# Henri Bonin-Pissarro
Henri Bonin-Pissarro, Pseudonym BOPI (* Juli 1918 in Penac Dordogne, Frankreich; † 2003) war ein französischer Maler. Er entstammt der Künstlerfamilie Pissarro.

## Familie
Henri Bonin-Pissarro ist der Sohn des Malers Alexandre Bonin und der Jeanne (Cocotte), geborene Pissarro, Tochter des „Vaters des Impressionismus“, Camille Pissarro.
Seine Geschwister waren Madeleine, André, Denise und Claude Bonin-Pissarro. Der Name seiner Ehefrau war Simone.

## Leben und Werk
Henri Bonin-Pissarro lebte in Saint-Ouen-sur-Morin und zog 1981 nach Nizza.
Seine Arbeiten waren oftmals expressionistisch ausgerichtet, wobei er Pastiches fertigte, die er mit seinem Namen Henri Bonin-Pissarro signierte. Später fand er mit Techniken des Neo-Pop seinen eigenen Stil und nahm für diese Werke 1989 das Pseudonym BOPI an. In diesen Arbeiten reduzierte er die Realität auf eine durch eine x- und y-Achse definierte Ebene.

### Gemälde (Auswahl)
- Composition abstraite, 1993
- Le soleil entre à flots, 1999

### Ausstellungen (Auswahl)
- Salon des Indépendants, Société des Artistes Indépendants; Paris 1968
- Galerie Etienne de Causans; Paris 2002